# Stazione di Loano
Stazione di Loano vasútállomás Olaszországban, Loano településen.

## Vasútvonalak
Az állomást az alábbi vasútvonalak érintik:
- Genova–Ventimiglia-vasútvonal

## Kapcsolódó állomások
A vasútállomáshoz az alábbi állomások vannak a legközelebb:
- Stazione di Borghetto Santo Spirito
- Stazione di Pietra Ligure